# 懿惠王后
懿惠王后（의혜왕후，?—?）崔氏，是朝鮮王朝開國君主太祖李成桂的母亲，登州（今朝鲜江原道安边）人，本貫永興。朝鮮王朝建立後，李成桂追封母亲為懿妃（의비），到孫子朝鮮太宗時加上尊號懿惠，谥号全稱懿惠王后，葬和陵（화릉）。

## 家族
- 高祖父：千户长赠尚书崔宗识
  - 曾祖父：双城揔管赠永兴伯崔之美
  - 曾祖母：朝鲜国大夫人仁同张氏，张良位之女
    - 祖父：永兴伯崔终泰
    - 祖母：朝鲜国大夫人庆州金氏，金汉臣之女
      - 父：永興府院君靖孝公崔閑奇

    - 外祖父：李裕
      - 母：朝鮮國大夫人全州李氏
        - 夫：朝鮮桓祖李子春
          - 子：朝鮮太祖李成桂
          - 女：貞和公主

        - 兄弟：令同正崔浩延
          - 侄子：令同正崔之德
            - 侄孙：副司正崔濕、参奉崔武、崔敬

        - 兄弟：崔方甫
          - 侄子：崔元德

        - 姊：永兴郡夫人崔氏，适全硕
          - 外甥：全世

        - 妹：庆昌翁主崔氏，适洪阳府院君石良善，本忠州
          - 外甥：中郎将石天乙